# Isòtops del moscovi
El moscovi (Mc) no té cap isòtop estable.

## Taula
| Símbol del núclid | Z(p)                | N(n)                | massa isotòpica(u)  | període de semidesintegració | Espín nuclear | composició isotòpics representativa (fracció molar) | rang de variació natural (fracció molar) |
| Símbol del núclid | energia d'excitació | energia d'excitació | energia d'excitació | període de semidesintegració | Espín nuclear | composició isotòpics representativa (fracció molar) | rang de variació natural (fracció molar) |
| ----------------- | ------------------- | ------------------- | ------------------- | ---------------------------- | ------------- | --------------------------------------------------- | ---------------------------------------- |
| 287Mc             | 115                 | 172                 | 287.19119(85)#      | 32(+155-14) ms               |               |                                                     |                                          |
| 288Mc             | 115                 | 173                 | 288.19249(92)#      | 87(+105-30) ms               |               |                                                     |                                          |
| 289Mc             | 115                 | 174                 | 289.19272(110)#     | 10# s                        |               |                                                     |                                          |
| 290Mc             | 115                 | 175                 | 290.19414(106)#     | 10# s                        |               |                                                     |                                          |
| 291Mc             | 115                 | 176                 | 291.19438(95)#      | 1# min                       |               |                                                     |                                          |